# Библиотекарство у Србији
Библиотекарство у Србији обухвата историјски развој, организацију, стручну делатност и савремено стање библиотека и библиотечке професије на територији Републике Србије. Оно представља кључни део културног, образовног и научног система земље, са основном улогом у прикупљању, обради, чувању и давању на коришћење књижне и друге библиотечке грађе.

## Историјски развој

### Средњовековне манастирске библиотеке
Почеци библиотекарства у Србији везују се за средњовековне манастирске библиотеке и преписивачке радионице. Након примања хришћанства и развоја писмености, манастири попут Хиландара (основан 1198), Студенице, Жиче, Пећке патријаршије и Манасије (Ресава) постали су центри духовности, културе и писмености, са богатим збиркама рукописних књига. Ове библиотеке су чувале богослужбене књиге, житија светаца, летописе, правне списе и преводе дела из византијске и античке литературе.

### Прве јавне читаонице и библиотеке (XVIII и XIX век)
У XVIII веку, под утицајем просветитељства, јавља се идеја о оснивању јавних библиотека и читаоница ("читалишта") међу Србима у Хабзбуршкој монархији. Значајан подстицај развоју библиотекарства у XIX веку даје оснивање:
- Библиотека Матице српске у Пешти (1826. године, пресељена у Нови Сад 1864), која је постала најстарија српска научна и културна библиотека са јавним карактером.[3]
- Народна библиотека Србије у Београду (1832. године, иницијативом Глигорија Возаровића), као централне националне библиотеке.[4]
- Читалишта београдског (1846), једне од првих јавних читаоница у Кнежевини Србији.

Током XIX века оснива се већи број читаоница и библиотека у градовима широм Србије, које играју важну улогу у просвећивању народа и ширењу писмености.

### Развој у XX веку
У првој половини XX века, у Краљевини Југославији, наставља се развој библиотечке мреже. Након Другог светског рата, у социјалистичкој Југославији, библиотекарство добија значајну друштвену подршку. Оснивају се бројне народне (јавне) библиотеке у општинама и градовима, школске библиотеке, као и високошколске и специјалне библиотеке у оквиру универзитета, института и других организација. Развијају се стандарди за библиотечку делатност и почиње формално образовање библиотекара.

### Савремено доба (од краја XX века до данас)
Крај XX и почетак XXI века доносе нове изазове и промене у библиотекарству, пре свега услед развоја информационо-комуникационих технологија.
- Успоставља се систем COBISS.SR (Кооперативни онлајн библиографски систем и сервиси), који омогућава узајамну каталогизацију и формирање електронског каталога библиотека у Србији.[5]
- Започиње процес дигитализације библиотечке грађе, посебно старе и ретке књиге, рукописа и периодике, ради заштите и шире доступности (нпр. Дигитална Народна библиотека Србије).
- Библиотеке све више постају информациони, образовни и културни центри, нудећи различите програме и услуге поред позајмљивања књига.
- Донет је нови Закон о библиотечко-информационој делатности (2011), који уређује систем и услове за обављање библиотечко-информационе делатности.[1]

## Систем библиотека у Србији
Библиотечко-информациони систем Србије чини мрежа различитих типова библиотека:
- Народна библиотека Србије: Као национална библиотека, има централну улогу у систему, обавља послове матичне библиотеке за све библиотеке у Србији, формира националну библиографију, чува обавезни примерак, итд.
- Јавне (народне) библиотеке: Представљају најраспрострањенији тип библиотека, са мрежом матичних окружних библиотека и општинских и градских библиотека са својим огранцима. Оне су намењене свим категоријама становништва.
- Високошколске библиотеке: Укључују универзитетске библиотеке (нпр. Универзитетска библиотека „Светозар Марковић“ у Београду), факултетске и библиотеке високих школа, које служе образовним и научноистраживачким потребама студената и наставног особља.
- Школске библиотеке: Делују у оквиру основних и средњих школа.
- Специјалне и научноистраживачке библиотеке: Обухватају библиотеке академија наука (нпр. Библиотека САНУ), института, музеја (музејске библиотеке), архива, верских заједница (црквене библиотеке попут Патријаршијске библиотеке) и других специјализованих организација.

## Библиотечка струка

### Образовање библиотекара
Образовање стручњака у области библиотекарства и информационих наука у Србији одвија се на универзитетском нивоу. Филозофски факултет у Београду има Катедру за библиотекарство и информатику на основним, мастер и докторским студијама. Постоје и програми на другим универзитетима и високим школама. Континуирано стручно усавршавање је такође важан аспект развоја библиотечке струке.

### Библиотекарско друштво Србијеи друга струковна удружења
Библиотекарско друштво Србије (БДС) је најзначајније струковно удружење библиотекара и библиотечких радника у Србији. Основано је 1947. године и има за циљ унапређење библиотечке струке, заштиту професионалних интереса, организовање стручних скупова, издавање публикација и сарадњу са сродним организацијама у земљи и иностранству. Постоје и друге специјализоване секције и удружења (нпр. Удружење школских библиотекара Србије).

## Дигитализација и савремени изазови
Библиотекарство у Србији, као и у свету, суочава се са изазовима које доносе дигитално доба и промене у начину приступа информацијама.
- Дигитализација: Процес дигитализације библиотечке грађе, посебно културног наслеђа, је у току, са циљем заштите оригинала и повећања доступности (нпр. Дигитална Народна библиотека Србије, Дигитална библиотека Матице српске).
- Електронски извори: Библиотеке све више обезбеђују приступ електронским базама података, електронским књигама и часописима.
- Информациона писменост: Библиотеке имају важну улогу у развоју информационе писмености корисника.
- Финансирање и ресурси: Недовољна финансијска средства, недостатак стручног кадра и адекватне опреме представљају константне изазове.
- Улога библиотеке у друштву: Промена перцепције библиотеке од традиционалне позајмне установе ка модерном информационом, образовном и културном центру заједнице.